# Château de Cossoles
Le château de Cossoles est un château français situé à Chevilly, dans le département du Loiret en région Centre-Val de Loire.
La construction actuelle date du XVIIIe siècle ; le château a été au centre de la seigneurie de Chevilly (Andeglou) qui a longtemps appartenu aux de Bombèl et gérées par les ordres religieux.
À la Révolution française, Alexandre François de Tournay, correcteur des Comptes de Paris, est le seigneur des lieux suivi notamment des familles De la tour d’Auvergne, de Courcelles puis Nail Demelette.
Aujourd'hui propriétés de la famille Binoche (héritiers Demelette)

## Géographie
Le château de Cossoles est situé à environ 5 km à l'Est du bourg de Chevilly, à la limite Nord de la forêt d'Orléans, à environ 125 mètres d'altitude, à proximité de la route forestière des Chapelles et du lieu-dit la Table aux Loups. Selon la carte de Cassini, il existait au XVIIe siècle une route qui menait d'Orléans au château de Cossoles, le manque d'archives ne permet pas de savoir s'il s'agit de l'actuel château ou du fortifié.

## Histoire
Il ne subsiste que peu de traces du premier château fortifié de Cossoles bâti au Moyen Âge qui a participé aux défenses de la forêt du Loge (actuelle forêt d'Orléans).
Il ne reste plus de l'ancien château fortifié que le marais marquant la place des fossés qui l'entouraient, un inventaire datant du début du siècle dernier mentionne « qu'une jolie maison de maître l'a remplacé, on l'appelle dans le pays château de Cossoles ».
- 1204 : Philippe Auguste confirme l'aumône de 20 arpents  de bois à Cossoles en présence de l'évêque d'Orléans
- 1239 : don de 35 arpents de Bois à l’abbaye de Saint-Euverte[5].
- 1403 : moine de Toury  — Une charretée de bois par jour dans la forêt de Coissolles[6].
- 1654 : Taxes pour saisie et vente de la terre de Coessolles, faites par le trésorier de France à Orléans. Concerne les familles Radin, Rien de La Salle, Villereau, Bombel, Godart[7].
- 3 mars 1793 : inventaire et estimation 136 000 livres[8].
- 11 septembre 1834 mise en vente de Cossoles pour 110 000 francs[9].
- 1851 : M. Vialon loge à Cossoles[10].
- 1er novembre 1860 : maison à louer et moulin à vent à exploiter[11].
- 26 septembre 1861 : coupe de bois / M. Bordas[12].
- 1862 : succession Bony, les terres de Coissoles[13].
- 12 janvier 1864 : ferme de Cossoles à affermer[14].
- 22 juillet 1864 : vente de brebis et moutons, M. Richard, cultivateur à Cossoles[15].
- 8 avril 1866 : vente d’attirail de labour / fermier de Cossoles : M. et Mme Imbault-Marotte[16].
- 31 octobre 1869 : vente public d’arbres[17].
- 11 juillet 1874 : mise en vente de Coissolles (231 hectares 41 ares 25 centiares) pour 330 000 francs[18].
- 4 novembre 1875 : vente de coupe de bois au domaine[19].
- 23 décembre 1875 : moulin à vent de Cossoles à louer[20].
- 21 janvier → 12 février 1876 : annonce de chien perdu par la famille Montholon à Cossoles[21].
- 9 décembre 1978 : ferme de Cossoles à louer[22].
- 16 juillet 1881: mise en vente de Cossole, du château, du parc, des bois, de la ferme, des terres de 162 ha[23]
- 18 octobre 1881 : vente d'arbre par Théodore Proust, garde de Cossoles[17].
- Juillet 1883 : animaux en herbage à Cossoles[24]
- 12 octobre 1890 : vente de coupe de bois par la famille de La tour d’Auvergne et le gardien de Cossoles M. Fischer[25].
- 12 mars 1893 : la ferme de Cossoles à louer par le garde de cossoles, M. Fischer[26].
- 9 juillet 1903 : M. Sudre éleveur à Cossoles, médailles et palmarès agricole de la fête d’Artenay[27].
- 6 février 1907 : l'histoire du hareng empoisonné[28].
- 1940 : naissance de Christian Louis Gabriel Robert Bizeul à Cossoles[29].
- Février 2015 : tournage de D'une pierre deux coups, le premier film de Fejria Deliba à Cossoles[30].

### Liste des propriétaires successifs de Cossoles

#### Moyen Âge
- Xe au XIIe siècle : le domaine de Cossoles dépend de la paroisse de Saint-Germain d’Andeglou (Chevilly), ordre du Séminaire de Saint-Magloire, dirigé par les prêtres de l'Oratoire à Paris[31].
- En 1186, la paroisse d'Andeglou et la seigneurie de Chevilly appartiennent au chapitre cathédral de Sainte-Croix d'Orléans.
- 1200 : Garnier et Herbert de Gratelou propriétaires des terres faisant aujourd'hui partie du domaine de Cossoles, donnent 20 arpents à l'abbaye de Saint-Euverte[32].
- Entre 1204 à 1239 : plusieurs propriétaires dont Guillaume de Celariis, Robert et Robin de Coissoles, Garnier de Gratelou donnent les terres de Cossoles à l’abbaye de Sainte Euverte[5].
- 1239-1253 : La famille dite « de Coissoles » possédait encore quelques terres[7].
- 1253 : Renaut Mignart, Ecuyer à St Euverte : Suzerain de Coissoles.
- 1292-1312 : Coissoles était sous l’évêché d’Orléans[33].

#### XVIIesiècle
- 1627-1637 : Jean de Bombel, seigneur de Coussoles[34],[35].
- 1649 : Jacques De Rien, seigneur de la Salles et de Cossoles[36].

#### XVIIIesiècle
- 1752 : Phillipe de Challet de Chanceville, sous lieutenant, résidant à Cossoles[37].
- 1789 - 1790 : Alexandre François Tournay, conseiller du Roi, correcteur de la Chambre des Comptes vit à Cossole[38],[39].

#### XIXesiècle
- 1800-1815 : Jean-Baptiste OUVRARD, époux de Marie-Jeanne HERVOUET[40]
- 1815-1825 : Elisabeth NORTBERG, veuve d'Urbain LEMOINE
- 1825-1834 : Amédée Jean Antoine DE GARS
- 1866 : La vicomtesse de Courcelles habite à Cossoles[41].
- 11 juillet 1874 : vente de Cossoles à la famille De La Tour d'Auvergne[42].
- 1896 : Émile Léon Marie Nail Demelette devient propriétaire[43].

#### XXesiècle
- 1926: Lucie Nail Demelette, épouse de Charles Lefèvre, hérite de Cossoles[44]
- 1964 : Hélène (née Lefèvre) et Gilbert Binoche propriétaire du château et de ses terres. Et leurs enfants Xavier et Didier, propriétaires de l'écurie et de la métairie.

#### XXIesiècle
- Depuis 2009 : Famille Binoche.

## Description

### Le château actuel, l'écurie, la maison du jardinier et la métairie
Construction du XVIIIe siècle à l'emplacement de l'ancien château fortifié. Le corps de logis possède cinq travées, comprenant un étage carré et un étage de combles éclairés par des lucarnes. Le château a été agrandi au XIXe siècle d'un pavillon carré, surhaussé d'un second étage, et un étage de combles et un étage en surcroît sous la toiture.

### Le moulin à vent
Date de construction inconnue. Le moulin était situé à quelques centaines de mètres au nord du Château, juste sous le groupe de maisons appelé "La Pointe". Il était un des 407 moulin à vent du Loiret lors des enquêtes sur l'agriculture lancées par la Convention effectués le 12 vendémiaire an X (4 octobre 1801) et le 13 frimaire an II (3 décembre 1793). Le moulin est visible sur le cadastre Napoléonien, zone de Chevilly, section S D (le château est au sud, zone S D bis). Le moulin n'existe plus aujourd'hui, la zone a été remplacée par des champs de culture.

### La chapelle-d'Andeglou
Construite en 1866 dans le petit village Des Chapelles, à 2 km de Cossoles par le vicomte de Courcelles, pour l'usage des habitants du quartier. Ce sanctuaire a été béni par Mgr Dupanloup, évêque d'Orléans le 7 octobre 1867 et la première messe y a été faite le 16 février 1868 par le curé de Chevilly.

## Noms des Terres et du château
Il existe différentes écritures et dénominations pour le château et ses terres dans les écrits et récits :
- Cossolle, Cossolles.
- Coissolles et Coissoles[46] au XIIIe siècle.
- Coessolles[7].
- Coussoles[34]
- Grand Cossoles ou Grand Cossolle[47] pour faire la distinction avec le Petit Cossoles.
- Aujourd'hui : Cossoles.

## Liste de personnalités liées au nom de Cossoles
- P.H Gréard : écrivaine connue sous le pseudo de Henri De Cossoles[48].
- Damoiselle de Beaufilz, dame de Cossoles en 1663[49].
- Gudin de Cossoles et l’affaire des Lauriers[50].
- Hippolyte de Cossoles, écrivain[51].